# Survivor Series (1991)
Survivor Series (1991) było piątą edycją corocznej gali pay-per-view Survivor Series, która została wyprodukowana przez World Wrestling Federation. Miała miejsce 27 listopada 1991 (w Dzień Dziękczynienia w Stanach Zjednoczonych) w Joe Louis Arena w Detroit, Michigan. Było to pierwsze Survivor Series, na którym odbyła się inna walka niż Survivor Series match, a był to pojedynek pomiędzy The Undertakerem i Hulkiem Hoganem o WWF World Heavyweight Championship.

## Wydarzenia po gali
Przez interwencję Rica Flaira spowodowaną wygraną The Undertakera nad Hulkiem Hoganem i zdobycie WWF World Heavyweight Championship, od razu ustanowiono rewanż na galę pay-per-view This Tuesday in Texas, która miała miejsce 3 grudnia we Freeman Coliseum w San Antonio w Teksasie. Prezydent WWF Jack Tunney był obecny wokół ringu by być pewnym, że nikt nie zainterweniuje. Podczas walki, Flair raz jeszcze się pojawił by pomóc 'Takerowi, lecz przez to, iż Tunney został znokautowany, Hogan zdołał przypiąć The Undertakera po sypnięciu pyłu z urny w oczy rywala. Po gali, Jack Tunney zwakował WWF Championship przez kontrowersyjne zakończenia w ostatnich dwóch walkach i postawił na szali w 1992 Royal Rumble matchu. W międzyczasie, Hogan i Flair zaczęli się pojedynkować w seriach walk, które fani oczekiwali już w latach 80.
Narastające nieporozumienie pomiędzy Shawnem Michalsem i Martym Jannettym z The Rockers spowodowało, że podczas Survivor Series matchu ci dwaj pokłócili się po tym jak Jannetty niechcący spowodował eliminację Michaelsa wykonując slam na jednym z Nasty Boys wprost na partnera. Podczas segmentu "Barber Shop", który nagrano 2 grudnia i był wyemitowany kilka tygodni później, dwójka kontynuowała dyskusję, lecz ostatecznie doszło do ugody. Jednakże, Michaels wykonał superkick Jannetty'emu i wyrzucił go poprzez szklane okno (część wyglądu talk showu), potwierdzając heelturn Michaelsa. Rywalizacja została jednak wycofana, gdyż Jannetty został zwolniony w styczniu 1992, krótko przed ich pierwszą walkę. Jednakże, duo zawalczyło ze sobą w seriach walk w 1993, kiedy Jannetty wrócił do federacji. Ostatecznie, dla Michaelsa, segment "Barber Shop" i wykonanie superkicku zapoczątkowało wielką karierę, gdzie przez następne dwie dekady stał się jedną z największych gwiazd w historii profesjonalnego wrestlingu.

## Wyniki walk
| Nr                                                                                    | Wyniki | Stypulacje                                                 | Czas  |
| ------------------------------------------------------------------------------------- | --- | ---------------------------------------------------------- | ----- |
| 1D                                                                                    | Chris Chavis pokonał Kato | Singles match                                              | 07:44 |
| 2                                                                                     | Ric Flair, The Mountie, Ted DiBiase i The Warlord (w/ Mr. Perfect, Jimmy Hart, Sensational Sherri i Harvey Wippleman) pokonali Roddy'ego Pipera, Breta Harta, Virgila i Davey Boy Smitha                                         | Four-on-four Survivor Series elimination matchEliminacje   | 22:48 |
| 3                                                                                     | Sgt. Slaughter, Jim Duggan, The Texas Tornado i Tito Santana pokonali Col. Mustafę, The Berzerkera, Skinnera i Herculesa (w/ Mr. Fuji i General Adnan)                                                                           | Four-on-four Survivor Series elimination matchEliminacje   | 14:19 |
| 4                                                                                     | The Undertaker (w/ Paul Bearer) pokonał Hulka Hogana (c) | Singles match o WWF Championship                           | 12:45 |
| 5                                                                                     | The Nasty Boys (Brian Knobbs i Jerry Sags) i The Beverly Brothers (Beau Beverly i Blake Beverly) pokonali The Rockers (Shawna Michaelsa i Marty'ego Jannetty'ego) i The Bushwhackers (Bushwhackera Luke'a i Bushwhackera Butcha) | Four-on-four Survivor Series elimination matchEliminacje   | 23:06 |
| 6                                                                                     | The Legion of Doom (Hawk i Animal) i Big Boss Man pokonali The Natural Disasters (Earthquake'a i Typhoona) i Irwina R. Schystera (w/ Jimmy Hart)                                                                                 | Three-on-three Survivor Series elimination matchEliminacje | 15:21 |
| (c) – mistrz/mistrzyni przed walkąD – walka była dark matchem (nietransmitowana w TV) | |                                                            |       |

### Rezultaty Survivor Series elimination matchów

#### Survivor Series elimination match #1
| Eliminacja Nr. | Wrestler                                                  | Drużyna                | Wyeliminowany przez    | Metoda eliminacji                               | Czas                   |
| -------------- | --------------------------------------------------------- | ---------------------- | ---------------------- | ----------------------------------------------- | ---------------------- |
| 1              | Davey Boy Smith                                           | Team Piper             | Rica Flaira            | Przypięty po top rope Axe Handle                | 10:55                  |
| 2              | The Warlord                                               | Team Flair             | Roddy'ego Pipera       | Przypięty po interwencji ze strony Harta        | 17:00                  |
| 3              | Ted DiBiase, The Mountie, Bret Hart, Roddy Piper i Virgil | Team Piper & Flair     |                        | Zostali zdyskwalifikowani za brawl poza ringiem | 22:48                  |
| Ocalony:       | Ric Flair (Team Flair)                                    | Ric Flair (Team Flair) | Ric Flair (Team Flair) | Ric Flair (Team Flair)                          | Ric Flair (Team Flair) |

#### Survivor Series elimination match #2
| Eliminacja Nr. | Wrestler                                                                  | Drużyna                                                                   | Wyeliminowany przez                                                       | Metoda eliminacji                                                         | Czas                                                                      |
| -------------- | ------------------------------------------------------------------------- | ------------------------------------------------------------------------- | ------------------------------------------------------------------------- | ------------------------------------------------------------------------- | ------------------------------------------------------------------------- |
| 1              | Col. Mustafa                                                              | Team Mustafa                                                              | Sgt. Slaughtera                                                           | Przypięty po Clothesline                                                  | 07:57                                                                     |
| 2              | Hercules                                                                  | Team Mustafa                                                              | Tito Santanę                                                              | Przypięty po El Paso de Muerte                                            | 12:05                                                                     |
| 3              | Skinner                                                                   | Team Mustafa                                                              | Sgt. Slaughtera                                                           | Przypięty za pomocą Shoolboya                                             | 13:31                                                                     |
| 4              | The Berzerker                                                             | Team Mustafa                                                              | Jima Duggana                                                              | Przypięty po kombinacji Irish Whipu z Clotheslinem                        | 14:19                                                                     |
| Ocaleni:       | Jim Duggan, Texas Tornado, Tito Santana i Sgt. Slaughter (Team Slaughter) | Jim Duggan, Texas Tornado, Tito Santana i Sgt. Slaughter (Team Slaughter) | Jim Duggan, Texas Tornado, Tito Santana i Sgt. Slaughter (Team Slaughter) | Jim Duggan, Texas Tornado, Tito Santana i Sgt. Slaughter (Team Slaughter) | Jim Duggan, Texas Tornado, Tito Santana i Sgt. Slaughter (Team Slaughter) |

#### Survivor Series elimination match #3
| Eliminacja Nr. | Wrestler                                                          | Drużyna                                                           | Wyeliminowany przez                                               | Metoda eliminacji                                                  | Czas                                                              |
| -------------- | ----------------------------------------------------------------- | ----------------------------------------------------------------- | ----------------------------------------------------------------- | ------------------------------------------------------------------ | ----------------------------------------------------------------- |
| 1              | Luke                                                              | Team Rockers/Bushwhackers                                         | Briana Knobsa                                                     | Przypięty po Flying Clothesline                                    | 05:21                                                             |
| 2              | Butch                                                             | Team Rockers/Bushwhackers                                         | Beau Beverly'a                                                    | Przypięty po kombinacji Shaker Heighst Spike Flapjack i Facebuster | 10:13                                                             |
| 3              | Beau Beverly                                                      | Team Nasty Boys/Beverly Brothers                                  | Shawna Michaelsa                                                  | Przypięty po Back Slide                                            |                                                                   |
| 4              | Shawn Michaels                                                    | Team Rockers/Bushwhackers                                         | Briana Knobsa                                                     | Przypięty za pomocą roll-upa                                       | 19:41                                                             |
| 5              | Marty Jannetty                                                    | Team Rockers/Bushwhackers                                         | Jerry'ego Sagsa                                                   | Przypięty za pomocą small package                                  | 23:06                                                             |
| Ocaleni:       | The Nasty Boys i Blake Beverly (Team Nasty Boys/Beverly Brothers) | The Nasty Boys i Blake Beverly (Team Nasty Boys/Beverly Brothers) | The Nasty Boys i Blake Beverly (Team Nasty Boys/Beverly Brothers) | The Nasty Boys i Blake Beverly (Team Nasty Boys/Beverly Brothers)  | The Nasty Boys i Blake Beverly (Team Nasty Boys/Beverly Brothers) |

#### Survivor Series elimination match #4
| Eliminacja Nr. | Wrestler                               | Drużyna                                | Wyeliminowany przez                    | Metoda eliminacji                                        | Czas                                   |
| -------------- | -------------------------------------- | -------------------------------------- | -------------------------------------- | -------------------------------------------------------- | -------------------------------------- |
| 1              | Big Boss Man                           | Team Big Boss Man                      | Irwina R. Schystera                    | Przypięty po uderzeniu metalową walizką                  | 06:23                                  |
| 2              | Typhoon                                | Team IRS                               | Hawka                                  | Przypięty po uderzeniu metalową walizką                  | 09:55                                  |
| 3              | Earthquake                             | Team IRS                               |                                        | Odliczony poza-ringowo po eskorcie Typhoona na backstage |                                        |
| 4              | Irwin R. Schyster                      | Team IRS                               | Animala                                | Przypięty po Flying Clothesline                          | 15:21                                  |
| Ocaleni:       | The Legion of Doom (Team Big Boss Man) | The Legion of Doom (Team Big Boss Man) | The Legion of Doom (Team Big Boss Man) | The Legion of Doom (Team Big Boss Man)                   | The Legion of Doom (Team Big Boss Man) |

- hoffco-inc.com – Recenzja Survivor Series '91
- Recenzja Survivor Series '91. obsessedwithwrestling.com. [zarchiwizowane z tego adresu (2007-04-29)].
- Rezultaty Survivor Series '91